# Mulguf

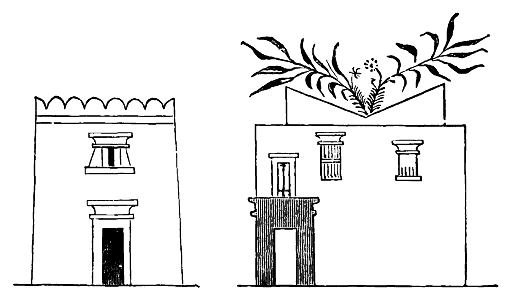
Schema di un'abitazione egiziana

Mulguf (grafia inglese; بادگیر Bâdgir, o Malqaf in Persiano; Malgaf  in Arabo) è un sistema di ventilazione dell'Antico Egitto usato anche nell'Egitto moderno. Si tratta di un'intelaiatura installata sul tetto e aperta solo alle estremità, aperte secondo la direzione del vento. Al centro della struttura è presente una suddivisione che indirizza il vento all'interno dell'edificio. Nelle versioni moderne, in Egitto, il mulguf  ha una sola apertura, per lo più indirizzata verso nord-ovest. Il sistema utilizzato è simile a quello delle vele.